# Видљиви свемир
Видљиви свемир је термин у космологији који служи за описивање видљивог дела нашег универзума. По дефиницији, то је једна сфера чије су границе у космичком хоризонту, а Земља је у центру. То је, дакле, један релативни појам, а други посматрачи смештени негде у свемиру неће имати исту сферу посматрања, али њихова област биће иста.
С обзиром да наш универзум има коначну старост, 13,819 милијарди година, светлост васионских објеката смештених преко хоризонта није имала времена да дође до нас па су ти објекти невидљиви; међутим видљиви свемир се увећава временом: видљиви део свемира чини секундарна светлост која се непрекидно увећава, на начин посматрања кроз светлосну годину, је већи за једну светлосну годину или још већи рачунајући ширење свемира.
Најудаљенији објекти видљивог свемира су исто тако млађи и ближи Великом праску, јер је њихова светлост утрошила више времена да стигне до поматрача. Истовремено, они се више примичу црвеном спектру што је објекат даље.

## Облик видљивог свемира
Под видљивим свемиром се подразумева све видљиво и мерљиво, а брзина светлости као константа. Све што се налази преко космичког хоризонта не може бити посматрано нити утицати на оно што може бити посматрано.
Тај принцип је увео Едвард А. Милне, рекавши да је видљиви свемир глобално гледано хомоген и изотропан. Он је, глобално гледано, једнак у свим правцима и зраци светлости долазе са свих страна пролазивши једнаке разаљине за једнако време.
Универзум је у овом моменту једна сфера у којој је посматрач у центру и чије је пространство пређена раздаљина од стране зрака светлости за време постојања свемира у том тренутку.
У пракси, видљиви свемир се односи на свемир видљив голим оком. Он је данас ограничен површином позадинског дифузног зрачења које може бити означено по првој процени као простор где се десила емисија 380.000 година после Великог праска, електромагнетно зрачење видљиво данас као позадинско дифузно зрачење. Његова анизотропија је картографисана од стране Космичког позадинског истраживача а затим и Планковим сателитом. Космичка неутринска позадина предсказана 1953. године од стране Ралфа Алфера, Џејмса Фолина и Роберта Хермана, није детектована док није космичка позадина гравитационих таласа најављена и потврђена 17. марта 2014. године.
Са друге стране, неки делови свемира нису видљиви. Ради се о деловима свемира смештених преко хоризонта црних рупа. Астрофизика црних рупа објашњава као гравитационо урушавање масивних звезда смештених у центру галаксије.

## Перцепција видљивог свемира
То што се може посматрати и мерити у свемиру је једна слика свемира а не реални свемир у моменту у коме је посматран. Та слика свемира је доста другачија од реалног свемира, и та искривљеност је последица чињенице да је брзина светлости коначна, и она се креће кроз свемир у његовом ширењу што доводи до одређеног броја ефеката:
- Видљиви свемир изгледа коначно мада је много шири и могуће бесконачан.
- Светлост добијена од најдаљих објеката је померена ка црвеном спректру и постаје све мање видљива и са мање енергије што је објекат даљи. То је додатни разлог за коначност видљивог свемира.
- Астрономски објекти постају толико млађи у односу на Велики прасак што су даљи.
- Раздаљина објекта који се посматра у моменту кад је светлост емитована и у моменту кад је примљена може бити веома различита. Поред утицаја ширења свемира, поједини објекти који су веома близу посматрачу у односу на друге за време светлосне емисије изгледају код пријема супротно тј. удаљеније. Најдаљи положај зоне која је емитовала позадинско дифузно зрачење која је овог момента видљива је била релативно близу 40 милиона светлосних година је ближа него објекти које данас посматрамо и који су били даљи у моменту емисије њихове светлости.

### Коначност и развој подручја
Будући да сфера коначног видљивог свемира заузима један коначан волумен у времену и простору та коначност проистиче из тога што универзум има коначну старост и светлост се простире вакуумом коначном брзином. Тај волумен чини само део универзумна у својој целини који је потенцијално бесконачан ако је његова закривљеност нула.
Мерење дифузног позадинског зрачења показује да је закривљеност универзума веома слаба, или нулта што доводи до закључка да видљиви свемир не представља ни 2% универзума.
Простор видљивог свемира се непрестано шири због ефекта везаног за увећавање свемира и за брзину светлости али растојања између објеката се увећавају због ширења свемира. Омогућава ли увећање простора могућност виђења већег броја објеката током времена?
Степен увећања простора свемирског хоризонта је
{\displaystyle {\frac {dH_{p}}{dt}}=H_{p}(z)H(z)+c}
Где је {\displaystyle H_{p}(z)} растојање космичког хоризонта у времену гледано у прошлост дефинисано кроз кретање ка црвеном з, {\displaystyle H(z)} Хабелова константа тог истог времена и це је брзина светлости. Формула је функција з а не т пошто је немогуће одредити време посматрања у функцији з.
{\displaystyle H_{p}(z)H(z)} односи се на опадајућу брзину објеката смештених на космичком хоризонту, закључујемо помоћу те формуле да сваке секунде времена које истекне нам омогућава да откријемо дубину простора од 300 хиљада километара који се све брже удаљавају а нови објекти се појављују у видљивом свемиру тако да више никада неће нестати. Данас, најудаљенији објекти се удаљују брзином од {\displaystyle 3.409c} а простор видљивог свемира брзином од {\displaystyle 4.409c}, и на крају времена најдаљи објекти ће се удаљавати брзином која ће тежити бесконачности, а поље видљивог свемира ће их увек превазилазити брзином ц.
Било би научно лакомислено игнорисати невидљиви део свемира под геслом да га не можемо видети. У томе и лежи цела снага теоретског модела да се може сагледати универзум у својој целини иако је видљив само његов део.
У суштини, с једне стране позиција посматрача нема значајне последице на посматрање. Коперниковски принцип је назначио част Коперника према коме Земља не заузима привилеговано место у Сунчевом систему је потврђена и пренета на Сунце од стране Јохана Кеплера а затим релаизована од стране Исака Њутна. Резултат је тако назначен од стране Александра Виленкина по коме у свемиру не постоји привилеговано место.
С друге стране, космологички принцип, тако назначен од стране Едварда А. Милнеа који најављује да је видљиви свемир комплексно гледан хомоген и изотропан и уверава да је невидљиви у истом космичком времену вероватно сличан видљивом делу свемира.

### Поглед у прошлост
Далеки објекти видљивог свемира не изгледају какви су у истом космичком времену, као што су посматрани објекти даљи ако се посматрају у млађем космичком времену. Тако, најудаљенији објекат је квазар који изгледа какав је био 700 милиона година после Великог праска. Међутим, у моменту када је имао данашње каратеристике, то није посматрањем данашњи објекат.
Процена старости посматраног објекта у односу на Велики прасак није лака, и подразумева проучавање времена гледаног у прошлост. То време није директно посматрано и мора да буде одређено кретањем ка црвеном помаку директно мерено у односу на скретање реалног електромагнетног спектра посматраног објекта. То скретање у космичком објекту зависи од космологичког модела који је употребљен, као и вредност његових параметара који су често мало познати.

### Раздаљина емисије и раздаљиина пријема
Астрономски објекти у великом скретању према црвеном спектру су у истом космичком времену као опсервација. Што је његово скретање ка црвеном спектру веће они су удаљенији. То је раздаљина за пријем светлости, која је већа од брзине светлости посматраног светлосног објекта. Не можемо знати како изгледају ти објекти у том моменту и на тој раздаљини.
Ти објекте се виде какви су они изгледали у моменту кад су били на другачијој раздаљини, то је раздаљина у тренутку емисије. Раздаљина емисије се повећава кад постоји скретање спектра ка црвеном за мала скретања, али се смањује за велика скретања ка црвеном спектру. У универзуму моделованом према метричком систему ФЛРВ, скретање ка црвеном спектру граничи после чега се дистанца емисије смањује и она је z = 5/4 =1,25, што представља раздаљину од 5 милијарди светлосних година. У том моменту је била таква какву је ми данас видимо. Пошто космичко позадинско зрачење има велико скретање ка црвеном, део је свемира који је створио то зрачење и био је близу нас у моменту емисије пре 40 милиона светлосних година.

## Величина видљивог свемира
Данас је старост свемира (јун 2014.) процењена на приближно 13,798 милијарди година према томе светлост настала у најудаљенијим објектима које можемо детектовати на граници видљивог дела свемира је прешла 13,8 милијарди година после њене емисије.
За одређивање те дистанце треба прихватити модел универзума и познавати брзину ширења простора и закључити дистанцу удаљеног објекта за време емисије фотона. Према стандардном космолошком моделу актуелна раздаљина космичког хоризонта реда величине 45 милијарди светлосних година.
Не можемо посматрати објекте смештене на космичком хоризонту у њиховој тренутној раздаљини. Ми теоретски можемо да посмнатрамо само објекте простора космичког позадинског зрачењеа 300000 година после Великог праска, кад се свемир довољно охладио да би електрони могли да створе атомска језгра што је довело до ефекта Комптон и фотони су успели да преживе толико дуго да би дошли до Земље. Теоретски је могуће извући информације пре тог периода захваљујући гравитационим таласима или фосилима неутрина који још нису детектовани али гравитациони таласи су детектовани 17. марта 2014. године.

## Маса видљивог свемира
Ево три начина процене по реду величине материје и енергије у видљивом делу нашег свемира. Она је у процени на 1080 метара кубних тотални број атома. 
1. Хоризонт нашег универзума заузима тренутно 40 милијарди светлосних година. Ако се изостави закривљеност, волумен видљивог свемира заузима: 4/3.π.R3 = 2×1080 m³. Критична густина универзума кроз Хаблову константу је једнака 75 (km/s)/Mpc, или : 3.H2/(8.π.G) = 10−26 kg/m³ ; пет атома водоника у метру кубном. Множењем тога са волуменом видљивог свемира добијамо 1081 атома водоника.
2. Једна типична звезда има тежину од 2×1030 kg (то је маса Сунца), што представља 1057 атома водоника по звезди. Једна типична галаксија има око 400 милијарди звезда што даје рачуницу да свака галаксија има 1×1057 × 4×1011 = 4×1068 атома водоника. Може имати око 80 милијарди галаксија у видљивом делу нашег свемира па из тога произилази да у универзуму има 4×1068 × 8×1010 = 3×1079 атома водоника.
3. Једноставнији начин, строжи, али мање арбитарски у процени коришћењем Фридманове једначине. Нумеричка примена којом се може приближно утврдити актуелна густина од 5×10-27 kg/m³ за једну тоталну масу универзума од 1081 m³ од којих ми видимо око 20% што одговара 1054 kg материје, 5×1080 атома у видљивом делу свемира.

## Најдаљи објекти
На данашњи дан(септембар 2014. године), најудаљенија галаксија од Земље је z8 GND 5296 која је откривена 23. октобра 2013. године. Настала је око 700 милиона година после Великог праска, и налази се на раздаљини од 30 милијарди светлосних година од Соларног система.
Друге најдаље галаксије :
- Галаксија MACS0647-JD чије је откриће најављено за 15. новембар 2012. године ;
- Галаксија УДФу-38135539, откривена 2010. године, а старост јој је процењена на 13,692 милијарди година ;
- Галаксија УДФј-39546284, откривена 2011, а старост јој је процењена на 13,2 милијарди година ;
- Галаксија у галактичком јату Абел 2218, откривена 2001. године, а старост јој је процењена на 13 милијарди година.